# Alsie Express
Alsie Express est une compagnie aérienne virtuelle danoise basée à Sønderborg, au Danemark. N'étant pas titulaire d'un AOC, tous les vols sont opérés par sa compagnie sœur, Air Alsie.

## Histoire
Alsie Express a été fondée en 2013 et a commencé ses activités le 17 juin 2013 avec un premier vol entre Sønderborg et Copenhague. Sa flotte compte deux turbopropulseurs ATR 72. En février 2020, un troisième ATR 72 est ajouté à la flotte.

## Flotte
La compagnie opère les avions suivants en novembre 2020 :

3 ATR 72-500, dont 2 avec 48 sièges et un avec 60 sièges.

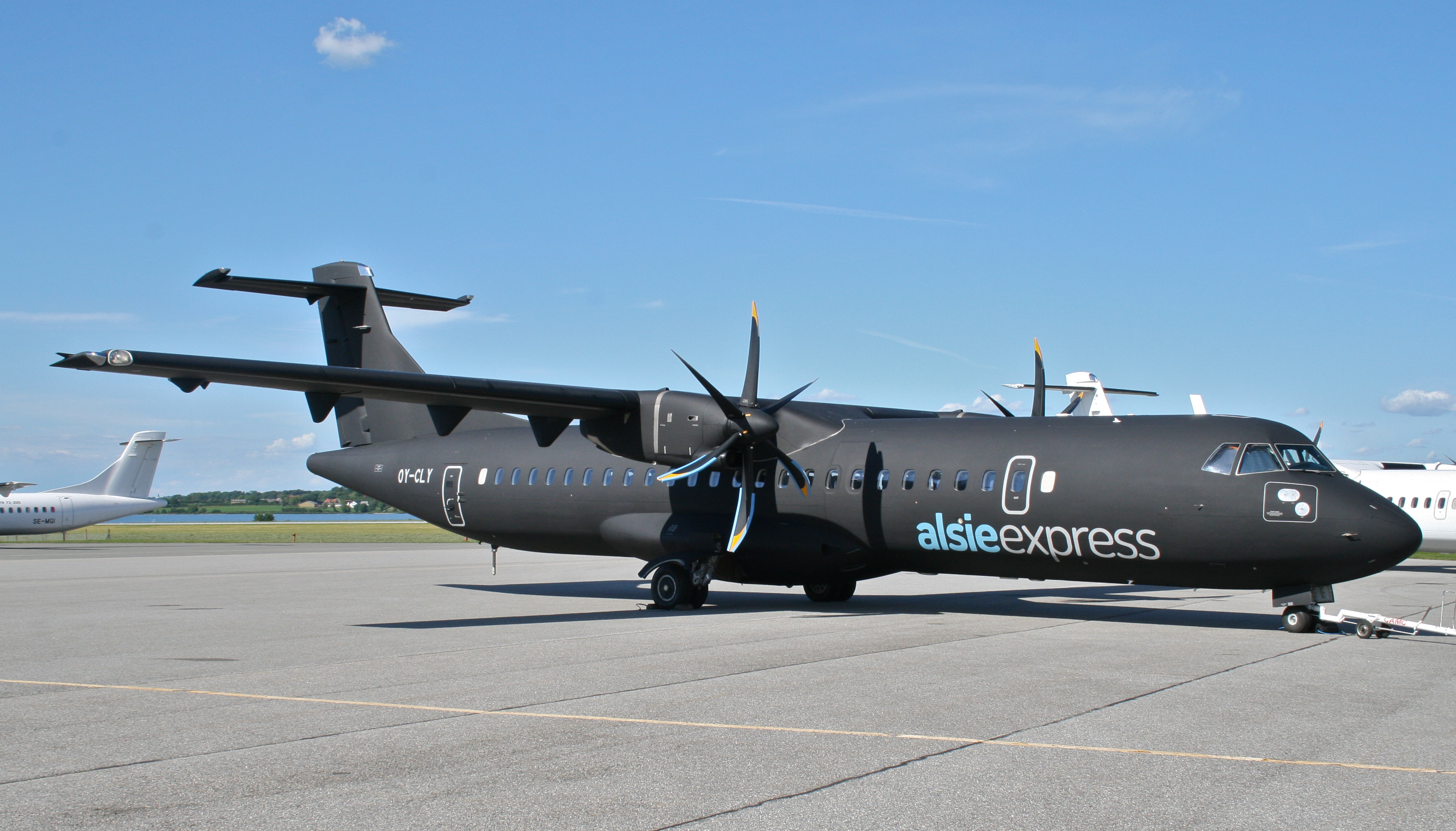
Alsie Express ATR 72-500